# Jane Duncan
Jane Duncan (10 de marzo de 1910 – 20 de octubre de 1976) fue el seudónimo o alias principal adoptado por la escritora escocesa Elizabeth Jane Cameron, conocida por su serie de novelas semiautobiográficas 'Mis amigos' (en inglés: My Friends). También escribió cuatro novelas bajo el nombre de su heroína principal Janet Sandison, así como algunos libros para niños, bajo el nombre de Janet Reachfar o de Jane Duncan.

## Biografía
Elizabeth Jane Cameron nació en Renton, West Dunbartonshire, Escocia, el 10 de marzo de 1910, aunque se crio en las Tierras Bajas de Escocia (es decir, "la zona no gaélica", las regiones escocesas no comprendidas en las Tierras Altas o Highlands), donde su padre era un oficial de policía, y donde ella misma estudiaba en la Academia Lenzie, un establecimiento de educación secundaria en el área de Lenzie, East Dunbartonshire. No obstante, gran parte de su infancia transcurrió en las tierras altas de Black Isle, en Easter Ross, en una parcela arable que sus abuelos tenían junto al establecimiento llamado "The Colony" (el "Reachfar" de sus novelas).
Elizabeth Cameron se graduó en filología inglesa en la Universidad de Glasgow, e hizo varios trabajos secretariales antes de servir como oficial de vuelo (inteligencia militar, Women's Auxiliary Air Force –WAAF–) durante la Segunda Guerra Mundial, junto al coreógrafo Frederick Ashton.
Luego vivió en Jamaica durante diez años, y con posterioridad se instaló en 1958 en Jemimaville (un pequeño pueblo en la región montañosa de Escocia), cerca de "The Colony", después de que falleciera su pareja Sandy Clapperton.
Téngase presente que después de finalizada la Segunda Guerra Mundial, Elizabeth Jane Cameron trabajó como secretaria en una compañía de ingeniería, donde precisamente conoció a Sandy Clapperton, con quien mantuvo un romance. Clapperton estaba separado, pero como se había casado por el rito católico, no podía divorciarse.
A pesar de las estrictas convenciones de la época, Duncan convivió con Clapperton en Jamaica, donde este último era ingeniero jefe en una plantación de azúcar. Ambos mantuvieron entonces un vínculo estrecho y estable, y mientras esa relación de pareja continuó, no hubo nadie más en la vida de Elizabeth Jane Cameron por lo que ella se preocupara y se interesara, en ningún aspecto, hasta después del fallecimiento de Clapperton.
Los textos escritos por Jane Duncan, describen una imagen muy "adecuada" de los comportamientos y modales de su época en Escocia. "The Colony" era una casa en lo interno dominada por su abuela, una mujer cálida y amable pero estricta, que inspiró a Duncan y mucho la influenció y la condicionó. Sin embargo, a pesar de esas influencias familiares y de las generales convenciones muy conservadoras de la época, Duncan convivió con Clapperton en Jamaica, donde el citado era ingeniero jefe en una plantación de azúcar. Fue una relación muy estrecha y estable que ambos vivieron, y cuando su familia se enteró de la misma y la cuestionó, todas sus preocupaciones y sus intereses se centraron casi exclusivamente en su pareja y en su vida en Jamaica, y esta conducta se mantuvo sin mayores cambios hasta después del fallecimiento de Sandy Clapperton.
En 1959, Duncan se convirtió en algo así como una sensación editorial, cuando Macmillan Publishers anunció que inicialmente publicaría siete de sus manuscritos, y la primera novela en ser así publicada y difundida fue My Friends the Miss Boyds.
Por su parte, la decimonovena y última novela de esta serie, que llevó por título "My Friends George and Tom", fue publicada en 1976. Y los antecedentes laborales y profesionales de la escritora fueron presentados en Letter from Reachfar, publicado en el año 1975.
En sus últimos años vivió en Jemimaville, en las Tierras Altas de Escocia, donde escribió sus últimas novelas. Y allí murió el 20 de octubre de 1976.

## Obras de la autora
El 10 de marzo de 2014 se conmemoró otro aniversario del nacimiento de la autora Jane Duncan, seudónimo de Elizabeth Jane Cameron (1910-1976). Y Katharine Woods, que entonces estaba preparando su PhD en la Universidad de Glasgow sobre ‘Affective Presence in the Archive’, catalogó los artículos de dicha escritora como uno de sus casos de estudio.
El listado de obras que aquí sigue, en lo principal ha sido basado precisamente en dicha recopilación.

### Autobiografías
- Letter from Reachfar.[15]

### Obras literarias publicadas como Jane Duncan
- My Friends the Miss Boyds.[13][18]
- My Friend Muriel.[19]
- My Friend Monica.[20]
- My Friend Annie.[21]
- My Friend Sandy.[22]
- My Friend Martha's aunt.[23]
- My Friend Flora.[24]
- My Friend Madame Zora.[25]
- My Friend Rose.[26]
- My Friend Cousin Emmie.[27]
- My Friends the Mrs. Millers.[28]
- My Friends from Cairnton.[29]
- My Friend My Father.[30]
- My Friends the MacLeans.[31]
- My Friends the Hungry Generation.[32]
- My Friend the Swallow.[33]
- My Friend Sashie.[34]
- My Friends the Misses Kindness.[35]
- My Friends George and Tom.[14][36]

### Obras literarias publicadas como Janet Sandison
- Jean in the Morning.[37]
- Jean at Noon.[38]
- Jean in the Twilight.[39]
- Jean Towards Another Day.[40]

### Libros para niños publicados como Janet Reachfar o como Jane Duncan
- Camerons on the Train
- Camerons on the Hills
- Camerons at the Castle
- Camerons Calling
- Camerons Ahoy!
- Herself and Janet Reachfar / Brave Janet Reachfar.[41][42]
- Janet Reachfar and the Kelpie.[43]
- Janet Reachfar and Chickabird.[44]

## Comentarios de críticos de prensa sobre el libro "My Friends the Miss Boyds"
Cita: This little gem has been unearthed from 1959 … It’s a semi autobiographical study. Janet Sandison is remembering her childhood in a Highlands community in 1918, in particular the Miss Boyds, six ‘old maids’ whose comedic turn slowly becomes deeply poignant. / Holly Kyte, Sunday Telegraph, julio de 2010
Traducción de la cita: Esta pieza literaria relativamente breve, ha sido dada a difusión a partir de 1959… Es un escrito semi autobiográfico. En este relato, Janet Sandison recuerda su infancia en la comunidad Highlands en 1918, y en particular describe a las señoritas Boyds, seis "solteronas" cuya comedia lentamente se torna profundamente conmovedora.

Cita: It gives a lovingly written picture of traditional Scottish croft and village life, much as Cranford did of Cheshire, a century earlier. / Pauline Ashton, The Lady, agosto de 2010
Traducción de la cita: La autora nos proporciona una imagen simple y muy bien escrita de la vida tradicional 'croft' y de las aldeas escocesas, tal como un siglo antes lo hizo Cranford de Cheshire.

Cita: My Friends the Miss Boyds is an enchanting novel … It is a full, rich life that Miss Duncan describes and her characterisations are sharp and sometimes poignant. / The Times, 1959
Traducción de la cita: «My Friends the Miss Boyds» es una novela encantadora… Es una vida plena y rica la que aquí relata Jane Duncan, y sus caracterizaciones y descripciones son nítidas, y por momentos conmovedoras.